# 泉州公交710路
泉州公交710路是中华人民共和国泉州市境内的一条公共交通线路，全程27.4公里。起讫点为洛阳古街停车场至后见村，运营时间为双向6:00-18:30

## 历史
- 2022年3月2日，台投区科技经济发展局批复710路票价规则。[1]
- 2022年3月10日，710路正式开通。初期运营区间杏田公交站-五中台投分校。初期运营时间为杏田公交站7:00-17:10、五中台投分校7:40-17:45。初期使用车辆为自K15路退下的2部恒通CKZ6851HNA5型空调LNG城市客车。[2]
- 2022年3月16日，因疫情防控要求暂停中心市区范围内所有公交线路运营。710路自当日首班起暂停运营至4月13日。[3]
- 2022年4月14日，710路恢复运营。[4]
- 2022年6月3日，710路与707路合并，自该日起710路再次暂停运营。[5]
- 2023年9月27日，因泉州东站开通运营接驳需要，710路自该日起恢复运营。运营区间调整为福厦高铁泉州东站至八仙过海水世界，运营时间调整为福厦高铁泉州东站7:30-16:30、八仙过海水世界8:30-17:30。使用车辆调整为1部自K507路划拨而来的福田BJ6805EVCA-33型空调电动巴士，运营里程由16.8KM延长至20.7KM[6]
- 2023年11月30日，自该日起710路推行定点到站服务。[7]
- 2024年1月30日，台投区科技经济发展局再次批复710路票价规则，全程定价不变。[8]
- 2024年6月1日，因优化调整。自该日起710路取消途径东园街、东张公路、玉安街、滨湖南路、凯林路、海仑路、海湾大道、八仙过海水世界。改为经由江锦街、南北大道、东纬三路、杏秀路至秀涂村始发终到。运营时间调整为福厦高铁泉州东站7:30-16:10、秀涂村8:50-17:30，其它不变。[9]
- 2024年12月1日，710路自该日起更换为1部金旅XML6606JEVA0C1型空调电动巴士，原配1部BJ6805EVCA-33归还K507路，配车数不变。[10]
- 2025年4月1日，因优化调整，710路自起取消途径福厦高铁泉州东站、凤仑街、龙安街、南北大道牛坑村口至台商公安分局段、杏秀路联翔西路口至秀涂村段。西端改为途径洛阳大道、蔡襄路至洛阳古街停车场，东端改为途径杏秀路、滨湖南路、海玉路、泉东大道、海灵大道至后见村始发终到。运营时间调整为双向6:00-18:30，里程数由23.4公里增加至27.4公里。并增加自K508路退下的3部福田BJ6805EVCA-33，配车数增加至4部。[11]
- 2025年6月25日，因优化调整，710路自该日起取消途径海玉路、泉东大道。改为途径海尾路、张经八路、海城大道、海湾大道、海灵大道至滨湖南路后原线行驶，其它不变。[12]

## 站点
| 路线 | 路线 | 路线 | 所在地区、街道 | 所在地区、街道     | 站点名           | 备注                |
| ---- | ---- | ---- | -------------- | ------------------ | ---------------- | ------------------- |
|      |      |      | 台投区         | 蔡襄路             | 洛阳古街停车场   | 起讫站              |
|      |      |      | 台投区         | 洛阳大道 324国道   | 洛阳交警大队     | ↑                   |
|      |      |      | 台投区         | 洛阳大道 324国道   | 洛阳三角牌       |                     |
|      |      |      | 台投区         | 洛阳大道 324国道   | 洛阳             |                     |
|      |      |      | 台投区         | 洛阳大道 324国道   | 洛阳镇政府       |                     |
|      |      |      | 台投区         | 洛阳大道 324国道   | 华光学院         | 原名 洛阳屿头       |
|      |      |      | 台投区         | 洛阳大道 324国道   | 白沙路口         |                     |
|      |      |      | 台投区         | 洛阳大道 324国道   | 前园             |                     |
|      |      |      | 台投区         | 洛阳大道 324国道   | 下曾             | 森美                |
|      |      |      | 台投区         | 南北大道           | 村口村           |                     |
|      |      |      | 台投区         | 江锦街             | 江锦街西段       |                     |
|      |      |      | 台投区         | 江锦街             | 江锦街中段       |                     |
|      |      |      | 台投区         | 杏秀路             | 杏秀路中段       |                     |
|      |      |      | 台投区         | 杏秀路             | 新沙村           |                     |
|      |      |      | 台投区         | 杏秀路             | 玉坂村           |                     |
|      |      |      | 台投区         | 杏秀路             | 执法大队         | 原名 东园运管站     |
|      |      |      | 台投区         | 杏秀路             | 后西街           |                     |
|      |      |      | 台投区         | 杏秀路             | 锦峰村           |                     |
|      |      |      | 台投区         | 杏秀路             | 海丝公园东门     | 原名 亚洲艺术园东门 |
|      |      |      | 台投区         | 杏秀路             | 学堂北街口       | 原名 弘润医院       |
|      |      |      | 台投区         | 杏秀路             | 台投区管委会     |                     |
|      |      |      | 台投区         | 滨湖南路           | 仑前村           |                     |
|      |      |      | 台投区         | 滨湖南路           | 埕边村           |                     |
|      |      |      | 台投区         | 滨湖南路           | 台商区医院       | 原名 玉埕华侨医院   |
|      |      |      | 台投区         | 滨湖南路           | 玉山村路口       |                     |
|      |      |      | 台投区         | 滨湖南路           | 群贤村           |                     |
|      |      |      | 台投区         | 滨湖南路           | 滨湖南路         | 樾澜山              |
|      |      |      | 台投区         | 海尾路 原 张经四路 | 惠南工业区四期   |                     |
|      |      |      | 台投区         | 海城大道           | 中信重工智慧园   |                     |
|      |      |      | 台投区         | 海城大道           | 玉山村           |                     |
|      |      |      | 台投区         | 海城大道           | 海城大道路口     | ↑                   |
|      |      |      | 台投区         | 海湾大道 228国道   | 海城大道路口     | ↓ 原名 玉山村       |
|      |      |      | 台投区         | 海湾大道 228国道   | 海湾大道东一段   |                     |
|      |      |      | 台投区         | 海湾大道 228国道   | 海湾大道东二段   |                     |
|      |      |      | 台投区         | 海湾大道 228国道   | 海湾大道东三段   |                     |
|      |      |      | 台投区         | 海湾大道 228国道   | 海湾大道东四段   |                     |
|      |      |      | 台投区         | 海灵大道           | 海灵大道南段路口 |                     |
|      |      |      | 台投区         | 海灵大道           | 海灵大道南段     |                     |
|      |      |      | 台投区         | 滨湖南路 S201      | 玖龙生活区       |                     |
|      |      |      | 台投区         | 滨湖南路 S201      | 玖龙纸业         |                     |
|      |      |      | 台投区         | 滨湖南路 S201      | 后见村           | 起讫站              |

## 票价
710路计价方式为一票制，票价¥2.0。
- 泉通卡普通卡9折，月票卡乘坐刷1次。敬老卡、爱心卡有效
- 可使用泉城通APP或支付宝、云闪付、微信乘车码支付

## 配车
710路配车数总计4部，其中：
- 金旅XML6606JEVA0C1  1部
- 福田BJ6805EVCA-33  3部

- 恒通CKZ6851HNA5
（2022.3 - 2022.6）
- 福田BJ6805EVCA-33
（2023.9 - 2024.11 / 2025.4 - ）
- 金旅XML6606JEVA0C1
（2024.12 - ）

## 相关
- 泉州公交线路列表